# Order Zasługi Morskiej (Francja)
Order Zasługi Morskiej (franc. Ordre du Mérite maritime) – francuskie odznaczenie resortowe, ustanowione w 1930, zreformowane w 1948 oraz 2002, nadawane obecnie przez premiera Republiki Francuskiej. Są nim honorowane osiągnięcia zawodowe marynarzy oraz zasługi obywateli, którzy zasłużyli się w działalności morskiej, w szczególności w dziedzinie żeglugi handlowej, portów, rybołówstwa i sportów morskich. Odznaka orderu ma kształt białej ośmiopromiennej gwiazdy położonej na mniejszej, również ośmiopromiennej srebrnej gwieździe, z medalionem z głową  Marianny en face na gwieździe, a z kotwicą pod medalionem. 
Order podzielony jest na trzy klasy:
- I klasa – Komandor (Commandeur) – na wstędze noszonej na szyi,
- II klasa – Oficer (Officier) – na wstążce z rozetką, noszony na lewej stronie piersi,
- III klasa – Kawaler (Chevalier) – na wstążce, noszony na lewej stronie piersi[3].